# Castillo de Bolaños de Campos
El Castillo de Bolaños de Campos (también conocido como Castillo-Palacio de Bolaños de Campos) se encuentra en la población de Bolaños de Campos, provincia de Valladolid, Castilla y León, España. Es del siglo XIII y en la actualidad todavía se pueden visitar los pocos vestigios que perduran del mismo situados en el centro de la localidad y que se encuentran anexos a varios edificaciones.
En el año 2024 las ruinas del castillo de Bolaños de Campos se añadieron a la lista roja de Hispania Nostra.